# Grosseto-Prugna
Grosseto-Prugna (kors. U Grussetu) – miejscowość i gmina we Francji, w regionie Korsyka, w departamencie Korsyka Południowa.
Według danych na rok 1990 gminę zamieszkiwały 1943 osoby, a gęstość zaludnienia wynosiła 62 osób/km².